# Vechtsluis (Maarssen)
De Vechtsluis is een sluiscomplex dat het Amsterdam-Rijnkanaal met de rivier de Vecht verbindt bij de Nederlandse plaats Maarssen.
De schutsluis is rond 1891 in opdracht van Rijkswaterstaat aangelegd in een tijd dat ook (de voorloper van) het Amsterdam-Rijnkanaal is ontstaan. De sluis is vandaag de dag gewaardeerd als rijksmonument. Van dezelfde waarde en uit dezelfde tijd zijn ook op deze locatie een bijbehorende dubbele sluiswachterswoning en een schottenbalkloods. De Op Burenbrug over het zuidelijk deel van de schutsluis dateert uit circa 1932.

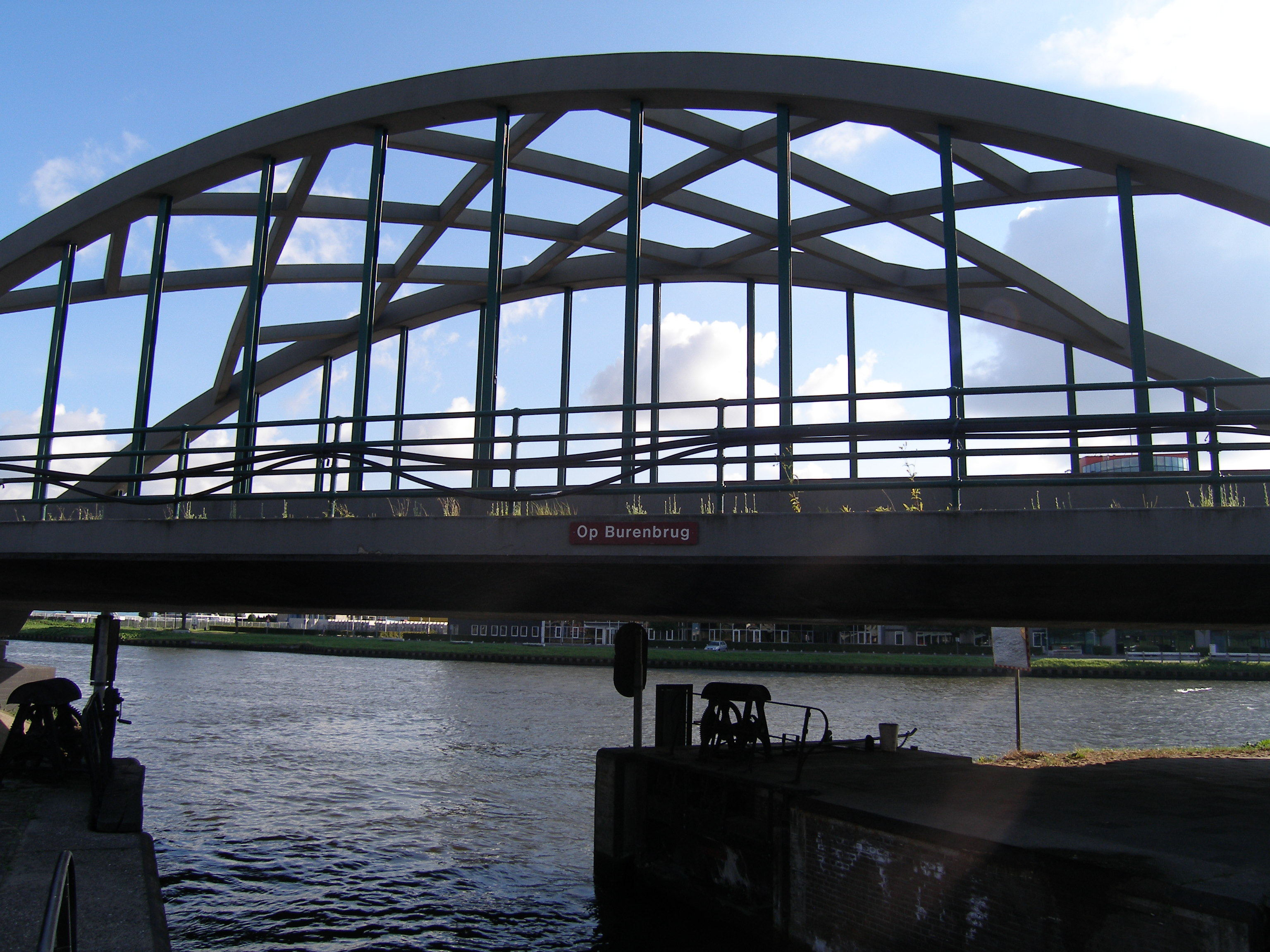
De Op Burenbrug boven het sluisdeel naar het Amsterdam-Rijnkanaal.
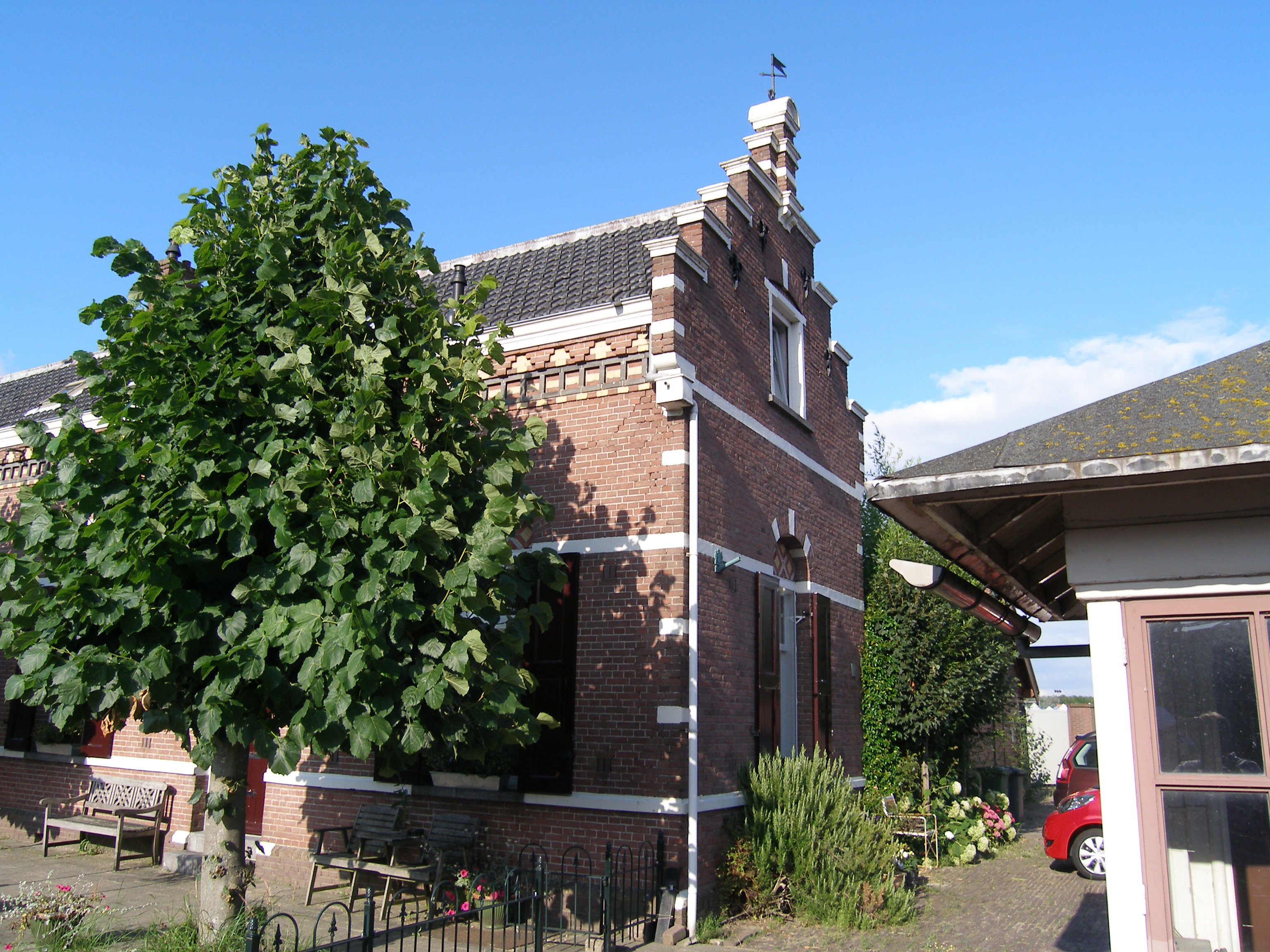
Sluiswachterswoning